# 2011 في إيران
فيما يلي قوائم الأحداث التي وقعت خلال عام 2011 في إيران.

## أحداث
- 23 أكتوبر – زلزال وان
- 9 يناير – إيران للطيران الرحلة 277

## أفلام
من الأفلام التي صدرت هذه السنة في إيران:
- 1 يناير – صياد يوم السبت من إخراج Parviz Sheikh Tadi  [لغات أخرى]‏.
- 7 فبراير – بخصوص إيلي من إخراج أصغر فرهادي.
- 15 فبراير – انفصال نادر وسمين من إخراج أصغر فرهادي.
- 15 يونيو – ورود آقايان ممنوع من إخراج Rambod Javan [الإنجليزية]‏.

## كتب
من الكتب التي صدرت هذه السنة في إيران:
- 1 يناير – إنسان بعمر 250 سنة من تأليف علي خامنئي.

## وفيات

### يناير
- 3 يناير – يوسف شيلوخ (مواليد 1941)
- 4 يناير – علي رضا بهلوي (مواليد 1966)
- 28 يناير – داريوش همايون (مواليد 1928) سياسي إيراني.

### فبراير
- 14 فبراير – صانع جاله (مواليد 1985)
- 26 فبراير – عباس أميري (مواليد 1950) ممثل إيراني.

### مارس
- 4 مارس – آلينوش طريان (مواليد 1920) عالمة فلك إيرانية.
- 8 مارس – مسعود برومند (مواليد 1928) لاعب كرة قدم إيراني.
- 9 مارس – ايرج افشار (مواليد 1925)
- 21 مارس – محمد الصادقي الطهراني (مواليد 1926)

### مايو
- 23 مايو – ناصر حجازي (مواليد 1949) لاعب كرة قدم إيراني.
- 28 يناير – داريوش همايون (مواليد 1928) سياسي إيراني.

### يوليو
- 23 يوليو – داريوش رضائي نجاد (مواليد 1976) مهندس إيراني.

### نوفمبر
- 19 نوفمبر – حسن طهراني مقدم (مواليد 1959) مهندس إيراني.